# Брек Бессінджер
Брек Бессінджер (англ. Brec Bassinger, нар. 25 травня 1999, Сагіно, Техас, США) – американська акторка. Вперше привернувши увагу в 2013–2014 роках, у повторюваній ролі Емми в «Привиди в домі Гатевей», Бессінджер знялася в головній ролі Белли Доусон у серіалі Nickelodeon у 2015–2016 роках «Белла і бульдоги». У 2020 році почала грати головну роль у серіалі «Старґерл» від DC Universe та The CW.

## Біографія
Народилась у Сагіно, штат Техас. Вона проживає з матір'ю, а решта її сім'ї залишається в Техасі. Раніше грала в баскетбол, волейбол і займалась  легкою атлетикою. Брала участь у конкурсах краси та була переможницею конкурсу «Наша маленька міс світу». У неї є двоє старших братів, Берік і Бріс. До того, як стати акторкою, була чирлідеркою. Їй діагностували діабет типу 1 у віці 8 років.

## Кар'єра
У 2014 році Бессінджер була обрана на головну роль у комедійному серіалі Nickelodeon «Белла і бульдоги», який тривав два сезони з 2015 по 2016 рік. У 2016 році вона приєдналася до акторського складу підліткової комедії 2018 року Статус: Update. Також у 2018 році зіграла роль Роні в телесеріалі Hulu «Вся ніч» від AwesomenessTV. У 2019 році вона зіграла головну роль у трилері.  «Синя безодня 2».
У 2018 році Бессінджер отримала головну роль Кортні Вітмор / Старґерл у телесеріалі Старґерл, прем’єра якого відбулася на DC Universe та The CW у травні 2020 року.

## Фільмографія
| Рік       |    | Українська назва                    | Оригінальна назва             | Роль                     |
| --------- | -- | ----------------------------------- | ----------------------------- | ------------------------ |
| 2013—2016 | с  | Ґолдберги                           | The Goldbergs                 | Зої Макінтош             |
| 2013—2014 | с  | Привиди дому Гатевей                | The Haunted Hathaways         | Емма                     |
| 2015—2016 | с  | Белла і бульдогі                    | Bella and the Bulldogs        | Белла Доусон             |
| 2015      | тф | Брехун, Брехун вампір               | Liar, Liar, Vampire           | Ві                       |
| 2016—2018 | с  | Школа рока                          | School of Rock                | Кейл                     |
| 2017      | с  | Реанімація                          | Code Black                    | Емма                     |
| 2018      | ф  | Статус: Update                      | Status Update                 | Максі Мур                |
| 2018      | с  | Всю ніч                             | All night                     | Роні                     |
| 2018      | тф | Вбивця під ліжком                   | Killer Under the Bed          | Кілі                     |
| 2019      | ф  | Синя безодня 2                      | 47 Meters Down: Uncaged       | Кетрін                   |
| 2019      | мс | Гучний дім                          | The Loud House                | Марго Робертс            |
| 2019      | с  | Курячі дівчата                      | Chicken Girls                 | Бейбс                    |
| 2020      | с  | Легенди завтрашнього дня            | Legends of Tomorrow           | Кортні Вітмор / Старґерл |
| 2020—2022 | с  | Старґерл                            | Stargirl                      | Кортні Вітмор / Старґерл |
| 2023      | с  | Титани                              | Titans                        | Кортні Вітмор / Старґерл |
| 2023      | ф  | Чоловік у білому фургоні            | The Man in the White Van      | Маргарет                 |
| 2025      | ф  | Пункт призначення: Родове прокляття | Final Destination: Bloodlines | Айріс Кемпбелл           |